# Halocnemum
Halocnemum M.Bieb., 1819 è un genere di piante della famiglia delle Amarantacee.

## Tassonomia
Il genere comprende due specie:
- Halocnemum strobilaceum (Pall.) M.Bieb.
- Halocnemum yurdakulolii Yaprak